# Uvaria ngounyensis
Uvaria ngounyensis är en kirimojaväxtart som beskrevs av François Pellegrin. Uvaria ngounyensis ingår i släktet Uvaria och familjen kirimojaväxter. Inga underarter finns listade i Catalogue of Life.